# 6479 Леоконнолі
6479 Леоконнолі (6479 Leoconnolly) — астероїд головного поясу, відкритий 15 червня 1988 року.
Тіссеранів параметр щодо Юпітера — 3,347.